# 二烯烃
二烯烃指含有分子中含有两个碳碳双键的有机化合物。根据两个双键位置的不同，二烯烃又可分为：
- 累积二烯烃 - 两个双键相邻
- 共轭二烯烃 - 两个双键中间有一个单键
- 孤立二烯烃 - 两个双键相隔两个以上单键

其中以共轭二烯烃最为重要。
共轭二烯烃中以1，3-丁二烯最为典型。与其它烃加成反应相比，它特殊的是能发生1,4加成和1,2加成。1,4加成较为普遍。
|  |  |  |